# Kutry rakietowe typu 143
Kutry rakietowe typu 143 – niemieckie kutry rakietowe, wprowadzone do służby w 1976. Zbudowano 10 okrętów typu 143, które znane były także jako typ Albatros. W 1982 do służby weszła pierwsza jednostka ulepszonego typu 143A, znanego od pierwszej jednostki serii jako typ Gepard, których zbudowano również 10 sztuk. Służyły w marynarce Niemiec do 2016 roku. Służyły następnie również w Tunezji i Ghanie. 

## Historia
Bazując na doświadczeniach zdobytych przez niemieckie stocznie przy budowie kutrów torpedowych w połowie lat 60. XX w. opracowano projekt szybkich kutrów rakietowych przystosowanych do działania na wodach Bałtyku i Morza Północnego. Finalny projekt zatwierdzono 18 czerwca 1969 roku. Stępkę pod budowę pierwszej jednostki położono 4 maja 1972 roku, jeszcze przed formalnym zamówieniem serii (13 lipca 1972 roku). Pierwszy okręt serii S61 („Albatros”) wszedł do służby 1 listopada 1976. Ostatnia 10 jednostka serii weszła do służby 23 grudnia 1977. Początkowo okręty nie nosiły nazw, a jedynie oznaczenia z literą S (Schnelboot – ścigacz) i dwucyfrowym numerem oraz numery burtowe według standardu NATO z literą P i czterocyfrowym numerem, lecz od 1982 roku, na prośbę załóg, nadano im także nazwy – w przypadku typu 143 ptaków, a w przypadku typu 143A drapieżników.
W wyniku doświadczeń z eksploatacji tych jednostek opracowano ulepszenia, które zastosowano przy budowie nowej serii okrętów oznaczonej jako typ 143A. Główną zmianą było zastąpienie rufowej armaty 76 mm przez wyrzutnię pocisków przeciwlotniczych obrony bezpośredniej RIM-116 RAM. Pierwszą jednostką typu był oddany do eksploatacji 7 grudnia 1982 „Gepard” (S-71). Zbudowano 10 okrętów tego typu.
Jednym z wymagań marynarki było ograniczenie pola magnetycznego jednostek, stąd kadłub ma budowę kompozytową – szkielet jest aluminiowy, a poszycie warstwowe drewniane, głównie z klepek mahoniowych. Aluminiowa jest też nadbudówka, a udział stali w konstrukcji kadłuba ograniczono do fundamentów silników i wzdłużników. Kadłub dzieli się aluminiowymi grodziami na 12 przedziałów wodoszczelnych (11 przedziałów w typie 143A).
Do grudnia 2005 ze służby w Bundesmarine wycofano wszystkie okręty typu 143. Sześć z nich sprzedano marynarce wojennej Tunezji.
Okręty typu 143A od 2008 mają być uzupełnione przez korwety rakietowe typu 130.
Wycofanie okrętów typu 143A planowane było na rok 2015, kiedy to do służby ma wejść nowy typ korwet rakietowych.
W listopadzie 2016 roku w bazie morskiej w Warnemünde odbyła się uroczystość opuszczenia bandery na czterech ostatnich ścigaczach rakietowych typu 143A.

## Okręty
| Numer | Nazwa        | Wejście do służby | Wycofanie        | Los                           |
| ----- | ------------ | ----------------- | ---------------- | ----------------------------- |
| P6111 | S61 Albatros | 1 listopada 1976  | 24 marca 2005    | → Ghana: Naa Gbewaa (P 39)    |
| P6112 | S62 Falke    | 13 kwietnia 1976  | 16 grudnia 2004  |                               |
| P6113 | S63 Geier    | 2 czerwca 1976    | 29 września 2005 | → Tunezja: Himilcon (507)     |
| P6114 | S64 Bussard  | 14 sierpnia 1976  | 24 marca 2005    | → Ghana: Yaa Asantewaa (P 38) |
| P6115 | S65 Sperber  | 27 września 1976  | 30 czerwca 2005  | → Tunezja: Hamilcar (506)     |
| P6116 | S66 Greif    | 25 listopada 1976 | 30 czerwca 2005  | → Tunezja: Hannon (505)       |
| P6117 | S67 Kondor   | 17 grudnia 1976   | 16 grudnia 2004  |                               |
| P6118 | S68 Seeadler | 28 marca 1977     | 29 września 2005 | → Tunezja: Hannibal (508)     |
| P6119 | S69 Habicht  | 23 grudnia 1977   | 13 grudnia 2005  | → Tunezja: Hasdrubal (509)    |
| P6120 | S70 Kormoran | 29 lipca 1977     | 13 grudnia 2005  | → Tunezja: Giscon (510)       |

| Numer | Nazwa         | Wejście do służby | Wycofanie         | Los          |
| ----- | ------------- | ----------------- | ----------------- | ------------ |
| P6121 | S71 Gepard    | 7 grudnia 1982    | 12 grudnia 2014   | okręt-muzeum |
| P6122 | S72 Puma      | 24 lutego 1983    | 14 grudnia 2015   |              |
| P6123 | S73 Hermelin  | 28 kwietnia 1983  | 16 listopada 2016 |              |
| P6124 | S74 Nerz      | 14 lipca 1983     | 31 marca 2012     |              |
| P6125 | S75 Zobel     | 29 września 1983  | 16 listopada 2016 |              |
| P6126 | S76 Frettchen | 16 grudnia 1983   | 16 listopada 2016 |              |
| P6127 | S77 Dachs     | 22 marca 1984     | 31 marca 2012     |              |
| P6128 | S78 Ozelot    | 23 maja 1984      | 18 grudnia 2014   |              |
| P6129 | S79 Wiesel    | 12 lipca 1984     | 14 grudnia 2015   |              |
| P6130 | S80 Hyäne     | 13 listopada 1984 | 16 listopada 2016 |              |